# Turriglomina
Turriglomina es un género de foraminífero bentónico de la subfamilia Meandrospirinae, de la familia Cornuspiridae, de la superfamilia Cornuspiroidea, del suborden Miliolina y del orden Miliolida. Su especie tipo es Turritellella? mesotriassica. Su rango cronoestratigráfico abarca desde el Anisiense hasta el Ladiniense (Triásico medio).

## Clasificación
Algunas clasificaciones incluyen a Turriglomina en la subfamilia Turriglomininae de la familia Meandrospiridae.
Turriglomina incluye a la siguiente especie:
- Turriglomina carnica †
- Turriglomina conica †
- Turriglomina guangxiensis †
- Turriglomina holdhausi †
- Turriglomina lataxis †
- Turriglomina magna †
- Turriglomina mesotriasica †
- Turriglomina robusta †
- Turriglomina scandonei †
- Turriglomina shizishanensis †

Otra especie considerada en Turriglomina es:
- Turriglomina anatolica †, de posición genérica incierta